# Onthophagus columbianus
Onthophagus columbianus là một loài bọ cánh cứng trong họ Bọ hung (Scarabaeidae).